# Habitatge a l'avinguda Catalunya, 2 (la Palma de Cervelló)
L'Habitatge a l'avinguda Catalunya, 2 és una obra noucentista de la Palma de Cervelló (Baix Llobregat) inclosa a l'Inventari del Patrimoni Arquitectònic de Catalunya.

## Descripció
Casa de planta rectangular amb entrada a un dels costats llargs tot passant per un pati, possiblement afegit amb posterioritat. Totes les finestres presenten guardapols i la cornisa té un registre ornamentat d'esgrafiats vegetals. Són de destacar els denticulats units amb ondulacions que forma el mur de la barana del terrat, units per una altra barana fina de ferro.